# Renato Lordi
Renato Lordi (Napoli, 22 agosto 1894 – Birgot, 24 aprile 1936) è stato un militare italiano, insignito della medaglia d'oro al valor militare alla memoria nel corso della guerra d'Etiopia.

## Biografia
Nacque a Napoli il 22 agosto 1894, figlio di Bernardo e Gilda Spadaccini.  Nell'ottobre 1912, all'età di diciotto anni, iniziò la carriera militare nell'arma dei Carabinieri e nel luglio 1916, in piena prima guerra mondiale, appena raggiunto il grado di brigadiere, fu trasferito al Regio corpo truppe coloniali della Cirenaica. Promosso sottotenente in servizio permanente effettivo nell'arma di fanteria nel marzo 1919, partecipò alle operazioni di grande polizia coloniale con l'81º Reggimento fanteria, operando poi in Tripolitania con il IV e con il VI Battaglione libico. Rientrato in Italia nel 1922, partecipò alla occupazione di Corfù con il 15º Reggimento fanteria nel 1923. Promosso capitano nel 1930, tre anni dopo venne assegnato al Ministero della guerra del Regno d'Italia e, a domanda, nel marzo 1935 al Regio corpo truppe coloniali della Somalia italiana. Sbarcato a Mogadiscio il 20 marzo, fu assegnato al VI Battaglione arabo-somalo, dove assunse il comando della 2ª Compagnia. Partecipò alle operazioni belliche della guerra d'Etiopia sul fronte meridionale e cadde in combattimento a Birgot il 24 aprile 1936, venendo insignito della medaglia d'oro al valor militare alla memoria.

### Fonti
1. 1 2 3 4 5 6  Combattenti Liberazione.
2. 1 2 3  Gruppo Medaglie d'Oro al Valor Militare 1965, p. 171.
3. ↑   Medaglia d'oro al valor militare Lordi, Renato, su quirinale.it, Quirinale. URL consultato l'11 luglio 2021.